# Jean-Pierre Chevènement
Pour les articles homonymes, voir Chevènement.
Jean-Pierre Chevènement [ ʒɑ̃pjɛʁ ʃəvɛnmɑ̃], né le 9 mars 1939 à Belfort (Territoire de Belfort),, est un haut fonctionnaire et homme politique français.
Député pendant sept législatures, maire de Belfort durant plus de vingt ans et sénateur de 2008 à 2014, il a par ailleurs longtemps été élu régional de Franche-Comté, dont il a brièvement présidé le conseil régional.
Soutien de François Mitterrand lors de l'élection présidentielle de 1981, il est nommé ministre de l'Enseignement supérieur, de la Recherche et de l'Industrie dans les deux gouvernements dirigés par Pierre Mauroy avant de devenir ministre de l'Éducation nationale dans le gouvernement Laurent Fabius.
Au terme de la première cohabitation, il est nommé ministre de la Défense par Michel Rocard, de 1988 à 1991, puis, sous la troisième cohabitation, ministre de l'Intérieur par Lionel Jospin entre 1997 et l'an 2000.
Longtemps membre du Parti socialiste, tenant d'une ligne anti-libérale et souverainiste, il fait campagne contre le traité de Maastricht, en faveur du « non » lors du référendum de 2005 et dénonce le traité de Lisbonne ratifié par le Congrès réuni à Versailles par le président Sarkozy en Février 2008. À l'origine du Mouvement des citoyens (MDC) et du Mouvement républicain et citoyen (MRC), il se présente à l'élection présidentielle de 2002 sur une ligne qualifiée de souverainiste, recueillant 5,33 % des voix.

## Biographie

### Enfance et études
Jean-Pierre Chevènement est le fils de Pierre Chevènement, instituteur, et de Juliette Garessus (1911-2003), institutrice. La famille Chevènement est une famille franc-comtoise d'origine suisse (canton de Fribourg), dont le nom était à l'origine Schwennemann, francisé en Chevènement au XVIIIe siècle.
Il est lauréat du concours général en grec et géographie, membre de la Conférence Olivaint (1957-1959), il est diplômé de l'Institut d'études politiques de Paris (1960) et élève de l'École nationale d'administration (ENA) dans la même promotion (Stendhal, 1963-1965) que Lionel Jospin, Jacques Toubon et Ernest-Antoine Seillière. En 1967, il a publié, sous un pseudonyme, avec son ami et premier collaborateur au Centre d'études, de recherches et d'éducation socialiste (CERES, alors courant de la SFIO), Didier Motchane, L'Énarchie ou les Mandarins de la société bourgeoise, premier livre grand public traitant de l'ENA. Il est aussi diplômé d'allemand de l'université de Vienne (Autriche).

### Vie privée
Le 29 juin 1970, il épouse, dans le 15e arrondissement de Paris, Nisa Grunberg, peintre et sculptrice. Le couple a deux fils : Raphaël (scénariste, réalisateur et journaliste) et Jean-Christophe.
Amateur d’échecs, Jean-Pierre Chevènement participe à une partie simultanée contre Boris Spassky et assure la présidence d'honneur du Cercle d'échecs de Belfort.
Il est locataire, à partir de 1983, d'un appartement de cinq pièces dans le 5e arrondissement de Paris, propriété de la Régie immobilière de la ville de Paris. Durant les années 2000, plusieurs articles de presse évoquent sa situation,, bien que la légalité de cette location ne soit pas contestée,,. Jean-Pierre Chevènement refuse de donner suite aux propositions de deux adjoints au maire de Paris, Jean-Yves Mano et Pierre Aidenbaum, qui lui suggèrent de libérer ce logement « par souci d'exemplarité », soulignant qu'il a déjà accepté une importante augmentation de loyer.

### Carrière professionnelle
À sa sortie de l'IEP, il est élève officier à l'École militaire de Cherchell avant de devenir attaché, puis conseiller commercial au ministère de l'Économie et des Finances (1965-1973).
Jean-Pierre Chevènement est préfet d'Oran (Algérie) par intérim lors du massacre du 5 juillet 1962 commis sur des pieds-noirs et des Algériens pro-français. Il cite le nombre de 807 victimes fourni par ses services, nombre qu’il estime devoir être légèrement minoré, des habitants ayant peut-être gagné le port ou l'aérodrome, et trouvé un départ. Il préfère pour sa part se résoudre à parler de centaines de victimes. Sous-lieutenant, Jean-Pierre Chevènement était alors chef de cabinet adjoint du préfet d'Oran depuis avril 1962, chargé des liaisons militaires « pour aider l'Algérie à accéder à son indépendance dans l'amitié avec la France » selon le Quotidien d'Oran. Le général Joseph Katz le jugeait trop curieux sur la question des disparus et Jean-Pierre Chevènement écrit avoir « bien failli disparaître dans la tourmente ». Dans une lettre publiée par L'Humanité, il dénonce la torture « utilisée par certains éléments de l'armée française ».
Après avoir été en poste à Oran, il travaille à l'ambassade de France à Alger, jusqu'en juillet 1963. Il est membre de l'association France-Algérie, qui entend œuvrer à l'amitié entre les deux peuples.

### Parcours politique

#### Ascension
Les journalistes Joseph Confavreux et Marine Turchi écrivent à son sujet : « Jeune énarque, il fréquente […] le club Patrie et Progrès, un groupuscule de gaullistes de gauche, dirigé par l’énarque Philippe Rossillon, qui milite pour le maintien de l’Algérie française. Il s’y lie notamment à d’autres énarques tels Alain Gomez et Didier Motchane, avec lesquels il fondera ensuite le CERES ».
Membre de la SFIO à partir de 1964, il se montre partisan d'une rénovation du socialisme. Dans cet esprit, lors du congrès d'Épinay de 1971 qui fonde le PS, il apporte son soutien à François Mitterrand, qui prend la tête du nouveau parti. Dirigeant le Centre d'études, de recherches et d'éducation socialiste (CERES), qui constitue l'aile gauche du PS, il est chargé par Mitterrand d'élaborer le programme du PS et favorise le rapprochement avec le PCF, concrétisé par la signature du Programme commun de gouvernement en 1972. Cependant, son discours, jugé trop radical, ainsi que l'arrivée au sein du PS de Michel Rocard, auquel il s'oppose, entraînent sa mise à l'écart.
Il se forge par ailleurs une assise d'élu local en devenant député du Territoire de Belfort en 1973 (réélu en 1978 et 1981), conseiller régional de Franche-Comté (1974-1988), premier adjoint au maire de Belfort et président du conseil de district de l'agglomération belfortaine (1977-1983). À partir de mars 1983, il est constamment élu maire de Belfort ; il devient cependant premier adjoint de sa ville en 1997, lorsque Lionel Jospin demande à ses ministres de choisir entre leurs fonctions gouvernementale et locale. En tant que maire, il développe le tissu universitaire (notamment grâce à ses actions comme ministre de l'Éducation nationale), contribue à la fondation de la communauté d'agglomération belfortaine (grâce à la loi qu'il fait voter en tant que ministre de l'Intérieur), à la rénovation et à la colorisation du centre-ville, ainsi qu'à la promotion du projet de LGV Rhin-Rhône.
En 1979, avec le CERES, il soutient François Mitterrand au congrès de Metz, contre Michel Rocard et Pierre Mauroy. François Mitterrand l'emportant, il a la charge de rédiger le programme socialiste en vue de la présidentielle de 1981. La même année, il est élu président du conseil régional de Franche-Comté.

#### Ministre sous la présidence Mitterrand

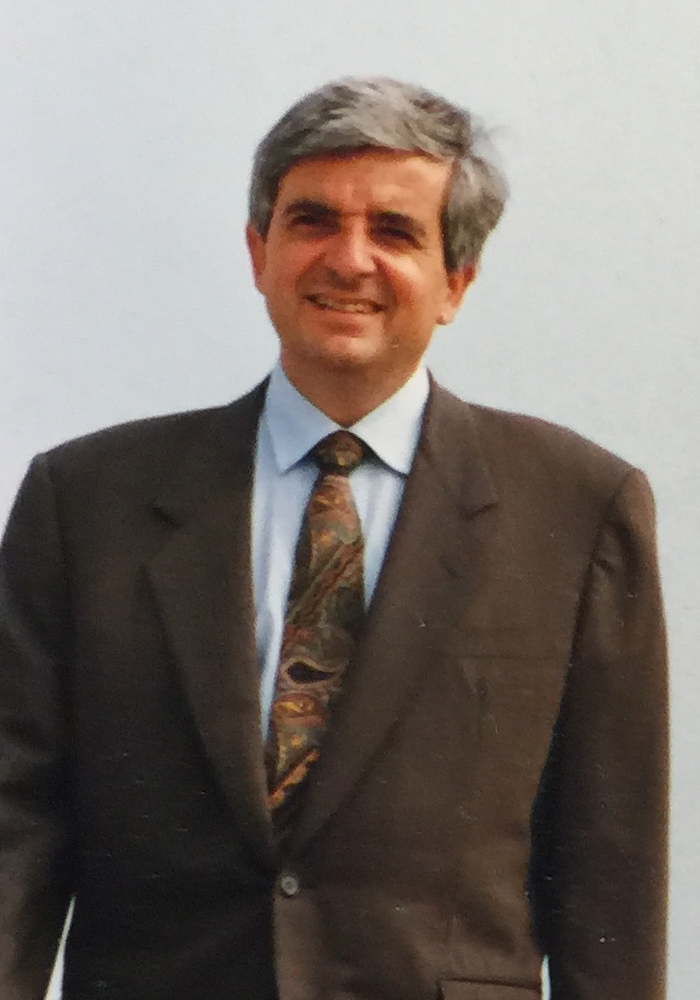
Jean-Pierre Chevènement, ministre de la Défense, en 1989.

Le 22 mai 1981, il est nommé ministre d'État, ministre de la Recherche et de la Technologie, avec Claude Nicolet comme conseiller officieux. Au conseil des ministres du 2 février 1983, Chevènement fut désavoué par le président Mitterrand qui rappela « fermement à l'ensemble des ministres que l'exigence d'une politique industrielle cohérente doit se garder d'une bureaucratie tatillonne, tendance ancienne qui a conduit les gouvernements précédents à pratiquer un dirigisme incompatible avec le développement de notre économie » et qui demanda au gouvernement « de veiller à la pleine autonomie de gestion des entreprises publiques et d'encourager à exercer pleinement leurs responsabilités économiques et sociales ». C'est à l'issue de ce conseil des ministres que Chévènement lança sa célèbre phrase : « Un ministre, ça ferme sa gueule ; si ça veut l'ouvrir, ça démissionne ». Dans le troisième gouvernement Mauroy formé le 22 mars 1983, Jean-Pierre Chevènement avait été remplacé par Laurent Fabius.
Le 19 juillet 1984, il est nommé ministre de l'Éducation nationale, exerçant cette fonction jusqu'en mars 1986. Il rétablit à cette occasion l'enseignement de l'éducation civique dans le primaire, abandonné depuis 1969. Dans les programmes des collèges il donne une place prépondérante à la maîtrise de l’image comme moyen d’expression et de communication, au même titre que l’écrit et l’oral en officialisant clairement comme enjeu de société l’analyse et l’interprétation critique des images, de même que la réalisation d’un montage audiovisuel ou d’un film par les collégiens. Ce choix déterminant vient en prolongement des travaux réalisés de 1979 à 1982 par le programme interministériel Jeune Téléspectateur Actif (JTA), et ceux initiés dès 1971 par Michel Bourdais pour les projets fondés sur la fabrication d’images dans le cadre large de l’éducation à l’image, pour la première fois durant le temps scolaire, . 
Il marque les esprits en annonçant en 1985 vouloir mener 80 % d'une classe d'âge au niveau du baccalauréat. Il est de nouveau élu député du Territoire de Belfort en 1986 et 1988.
Ministre de la Défense des gouvernements Rocard I et II, il démissionne le 29 janvier 1991 pour protester contre l'engagement de l'armée française dans la guerre en Irak. Il précise au sujet de cette guerre « qu'il n'y avait pas de gloire à frapper un petit peuple qu'on a déjà ramené cinquante ans en arrière ».
Il retrouve son siège à l'Assemblée nationale lors d'une élection partielle en 1991, et est réélu en 1993 et 1997. En 1992, il fait campagne contre la ratification du traité de Maastricht, puis, critiquant la « dérive gestionnaire » des socialistes, il quitte le PS en 1993, et transforme le Mouvement des citoyens (MDC), fondé en 1992, en parti politique, dont il prend la présidence.

#### Ministre de l'Intérieur du gouvernement Jospin
Le 4 juin 1997, il est nommé ministre de l'Intérieur du gouvernement Jospin. La circulaire du 24 juin 1997, passée un an après l'expulsion de l'église Saint-Bernard, décidée par son prédécesseur, Jean-Louis Debré, aboutit à la régularisation de 100 000 sans-papiers sur 140 000 demandes, dont une majorité d'origine africaine (71 %).
Dans un contexte de mobilisation du mouvement de l'immigration et d'une partie de la gauche (Verts, PCF), ces derniers critiquent des critères trop stricts de régularisation. À l'inverse, la droite dénonce des régularisations « massives ». Le 28 novembre 1997, Chevènement déclare au Sénat, en réponse à une question de Jean-Pierre Camoin (RPR) : « Notre volonté est justement de mettre un terme aux situations inextricables et insupportables de personnes qui sont à la fois irrégularisables et inexpulsables. C'est, très largement, le produit d'une législation mal adaptée ».
Deux lois portent son nom : la loi Reseda du 11 mai 1998, sur le droit des étrangers, et la loi sur l'intercommunalité du 12 juillet 1999. Cette dernière loi sera « un facteur significatif d'augmentation des taux d'impôts locaux en France ». Lors des débats sur la loi Reseda, qui visent à assouplir les lois Pasqua-Debré, Chevènement s'oppose à Charles Pasqua qui déclare, en janvier 1998, à propos de la carte de séjour pour les étrangers malades, « la France n’a ni vocation ni intérêt à devenir l’hôpital du monde. » Le Gisti note qu'un an plus tard, Pasqua réclame la régularisation de tous les sans-papiers.
Le 2 septembre 1998, il est opéré de calculs à la vésicule biliaire à l'hôpital d'instruction des armées du Val-de-Grâce. Il est alors victime d'un grave accident d'anesthésie dû à une allergie au produit « curarisant » utilisé. Il est plongé dans le coma pendant huit jours, ne sort de l'hôpital que le 22 octobre, et est tenu éloigné de son ministère pendant quatre mois. Il se surnomme alors lui-même le « miraculé de la République ». L'intérim au ministère de l'Intérieur est assuré par Jean-Jack Queyranne.
Il est l'un des défenseurs d'une « politique sécuritaire de gauche », s'opposant notamment à la garde des Sceaux, Élisabeth Guigou, sur la question de la mise en détention des jeunes délinquants, et mettant en place la police de proximité. Manifestant une position « républicaine et souverainiste », il exprime aussi ses divergences de vue avec les autres membres du gouvernement à l’occasion du conflit au Kosovo, de la signature de la Charte européenne des langues régionales et au sujet de la Corse. S'exprimant en 2008 au sujet de la reconnaissance du Kosovo, il affirme que « c'est une triple faute », : il y voit une faute contre l'histoire, le pays n'ayant jamais été indépendant, une faute contre le droit, la guerre déclenchée en 1999 par l'Otan ayant ignoré les principes du droit international, et une faute contre l'« Europe unie ». Il déclare aussi que les Serbes ne devaient pas payer les fautes de Slobodan Milošević et que désarmer l'armée de libération du Kosovo est une obligation.
En désaccord avec le plan de Lionel Jospin sur l'avenir de la Corse, Jean-Pierre Chevènement démissionne le 29 août 2000, protestant contre ce qu'il appelle les « accords de Matignon » (en référence aux accords de 1988 entre indépendantistes kanaks et loyalistes), qui reconnaissent les mouvements nationalistes corses sans attendre que ceux-ci aient préalablement renoncé à l'utilisation de la violence.

#### Élection présidentielle de 2002
Il retrouve son mandat de député du Territoire de Belfort en 2000, à l'issue d'une élection législative partielle provoquée par la démission de Gilberte Marin-Moskovitz.
Candidat à l'élection présidentielle de 2002, il se veut « ni de droite, ni de gauche » — notamment par son slogan « au-dessus de la droite et de la gauche, il y a la République » — et reçoit le soutien de partisans de la droite (royalistes, anciens partisans de Jean-Marie Le Pen ou souverainistes), de socialistes, ainsi que de proches de l'extrême gauche. Il est soutenu par des résistants comme Lucie et Raymond Aubrac, Robert Chambeiron ou Pierre Marie Gallois et par des intellectuels comme Jean-François Kahn, Régis Debray ou Max Gallo, son directeur de campagne, mais aussi par les jeunes Emmanuel Macron et Florian Philippot. Il se réfère aux valeurs de la République, notamment à la laïcité, et se montre critique envers l'intégration européenne et l'alliance avec les États-Unis. Un temps présenté comme le troisième homme dans les sondages, il recueille 5,33 % des suffrages exprimés, se plaçant en sixième position sur les 16 candidats présents à ce premier tour. Sa candidature est présentée comme un élément explicatif de l'échec dès le premier tour du candidat du PS, Lionel Jospin, étant accusé d'avoir dispersé les voix des électeurs de gauche,.
En mai 2002, le MDC se fond au sein du Pôle républicain dans la perspective des élections législatives prévues le mois suivant, lors desquelles Jean-Pierre Chevènement perd son siège de député au profit du candidat de l'UMP, Michel Zumkeller. Le Pôle républicain devient ensuite le Mouvement républicain et citoyen (MRC), dont il est le président de 2008 à 2010 et le président d'honneur de 2003 à 2008 et de 2010 à 2015.

#### Maire et sénateur

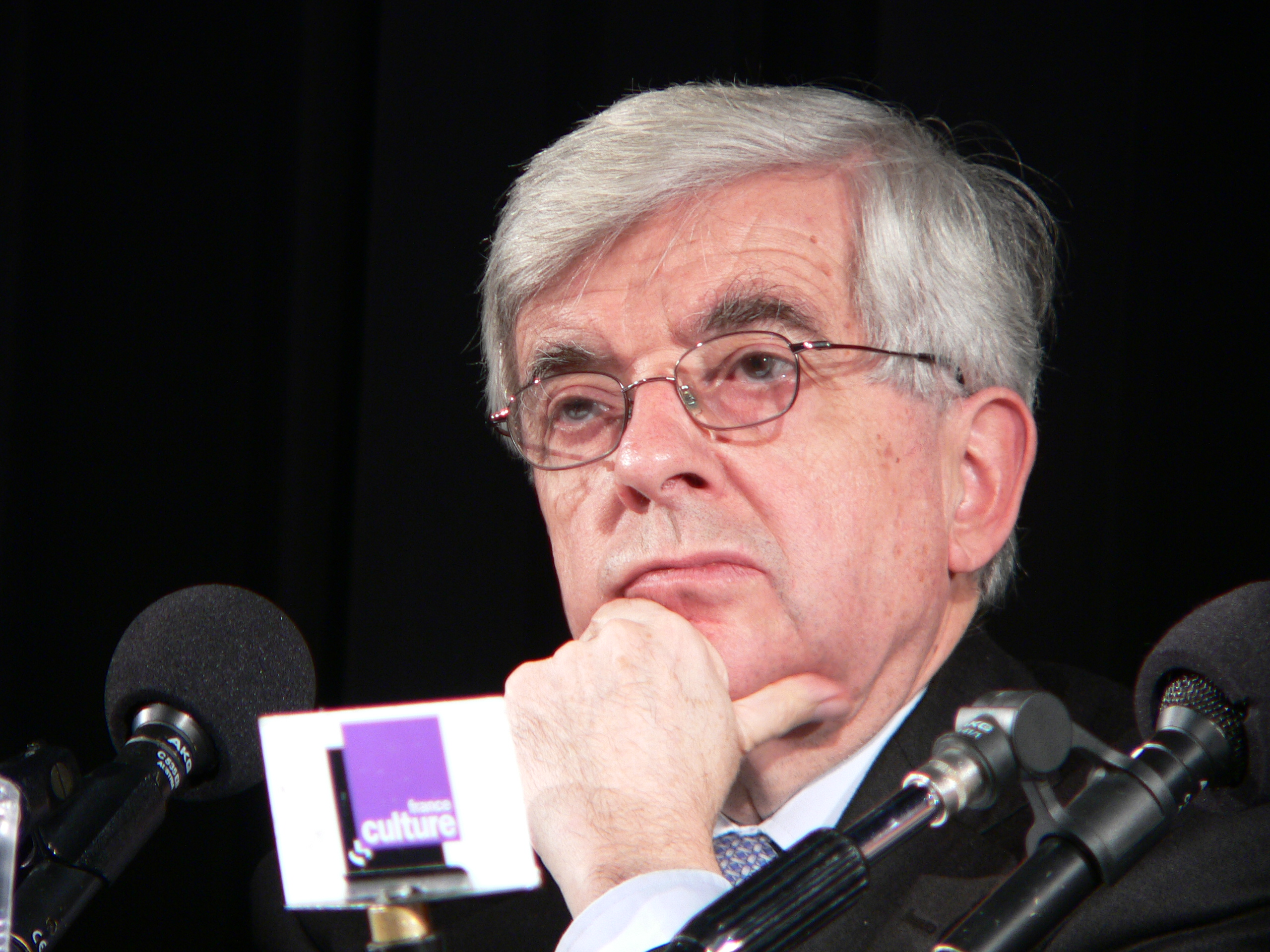
Jean-Pierre Chevènement en 2007.

En 2004, il fonde l'association pour la Fondation Res Publica, reconnue d'utilité publique par décret l'année suivante. Le MRC s'allie au Parti socialiste et au PCF dans quelques régions lors des élections régionales de 2004, et obtient 15 élus.
Jean-Pierre Chevènement enchaîne les débats politiques pour soutenir le « non » au référendum sur le traité établissant une constitution pour l'Europe, lequel est refusé par 54,87 % des suffrages. Deux ans plus tard, en 2007, il s'oppose au traité de Lisbonne, qui apparaît comme un traité « simplifié » de celui de 2004.

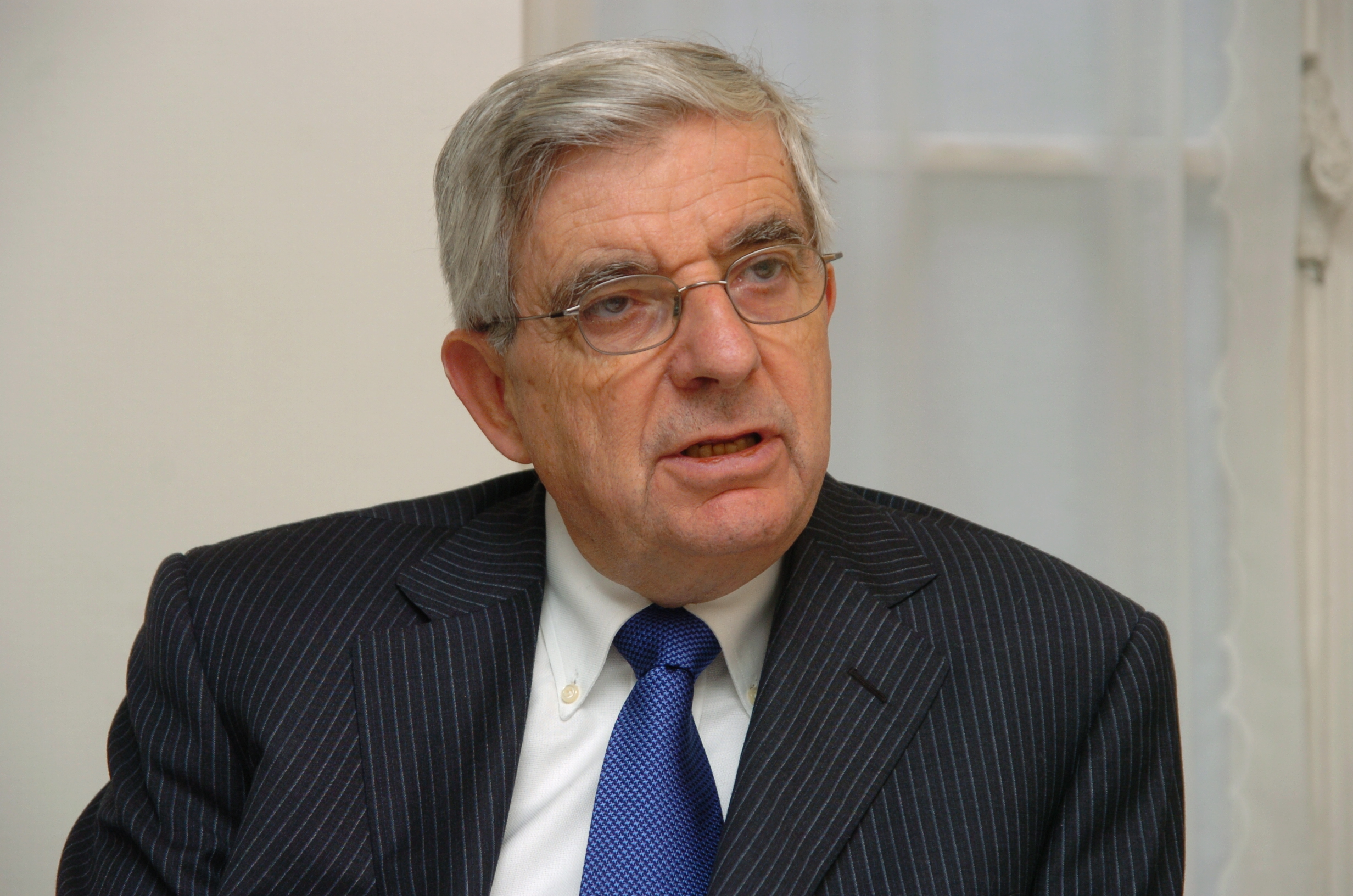
Jean-Pierre Chevènement, le 12 février 2007 à Paris.

Il annonce sa candidature à l'élection présidentielle le 6 novembre 2006, avant de se retirer le mois suivant, après un accord politique intervenu entre le MRC et le PS qui accorde la priorité à la relance économique et qui offre la possibilité au MRC d'obtenir des représentants à l'Assemblée nationale à l'occasion des élections législatives à venir. Au cours de la campagne électorale de 2007, Jean-Pierre Chevènement occupe une place active auprès de Ségolène Royal. Aux élections législatives, il ne parvient pas à reprendre son siège de député à Michel Zumkeller. Il démissionne de son mandat de maire au lendemain de cette défaite, mais conserve la présidence de la communauté d'agglomération jusqu'en 2008, cédant son siège à Étienne Butzbach.
Jean-Pierre Chevènement est candidat à l'élection sénatoriale du 21 septembre 2008 dans le Territoire de Belfort contre notamment le sortant socialiste, Michel Dreyfus-Schmidt, qui décède le 7 septembre 2008, et le candidat officiel du PS, Yves Ackermann. Il est élu sénateur avec 42 % des voix au second tour. Il siège sur les bancs du groupe RDSE et devient vice-président de la commission des Affaires étrangères, de la Défense et des Forces armées du Sénat.
Lors du congrès de Kremlin-Bicêtre du 22 juin 2008, il quitte la présidence d'honneur du MRC pour devenir président « effectif » du parti. Il appelle à voter « blanc ou nul » aux élections européennes de 2009, affirmant que « cette élection à un Parlement-fantôme est un trompe-l'œil »,, puis, lors des élections régionales de 2010, il passe un accord avec le PS, ce qui permet au MRC d'obtenir 19 élus. Il annonce qu'il se présente à la présidentielle de 2012 le 5 novembre 2011, avant de retirer sa candidature le 1er février 2012. Il se rallie ensuite à François Hollande. Il ne se représente pas à l'élection sénatoriale de septembre 2014 dans le Territoire de Belfort, remportée par l'UMP Cédric Perrin.

#### Depuis 2012

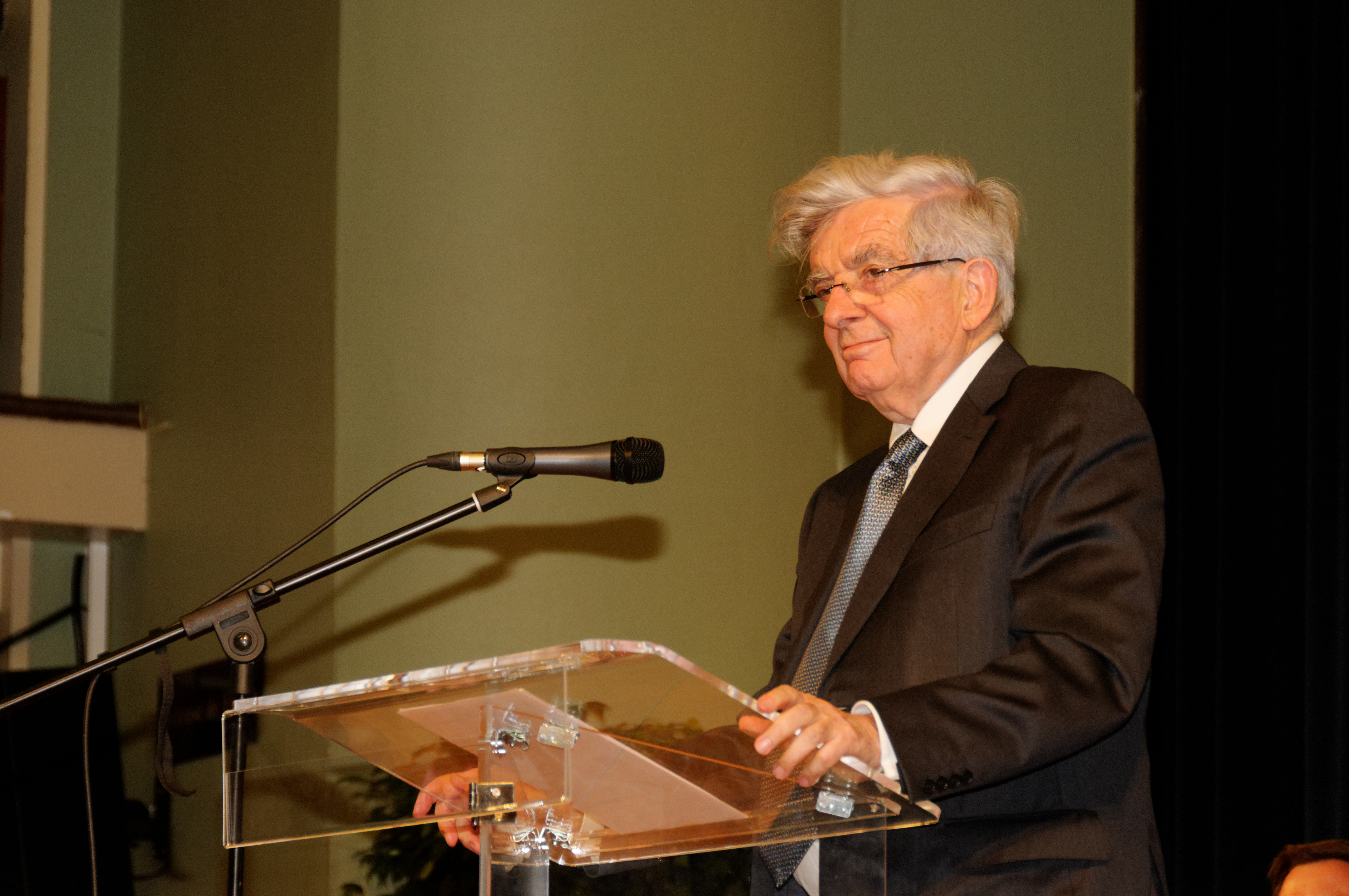
Jean-Pierre Chevènement lors d'une réunion de soutien à Bastien Faudot, tête de liste MRC aux élections municipales de 2014 à Belfort.

Le 23 octobre 2012, Jean-Pierre Chevènement est nommé représentant spécial pour la Russie dans le cadre de la « diplomatie économique » du Quai d'Orsay. À ce titre, il se rend en Russie, en septembre 2014, pour négocier l'apaisement des relations entre Paris et Moscou après les sanctions adoptées par l'Union européenne après le début de la guerre russo-ukrainienne,. Le 4 novembre 2017, Jean-Pierre Chevènement est décoré de l'ordre de l'Amitié par le président russe Vladimir Poutine lors d'une cérémonie au Kremlin pour le remercier de ses efforts pour « renforcer la paix, l'amitié et la compréhension mutuelle entre les peuples ». Jean-Pierre Chevènement déclare : « En renforçant les liens de tout type entre la France et la Russie, nous permettons la création d'une meilleure Europe, d'un équilibre et de la paix en Europe ».

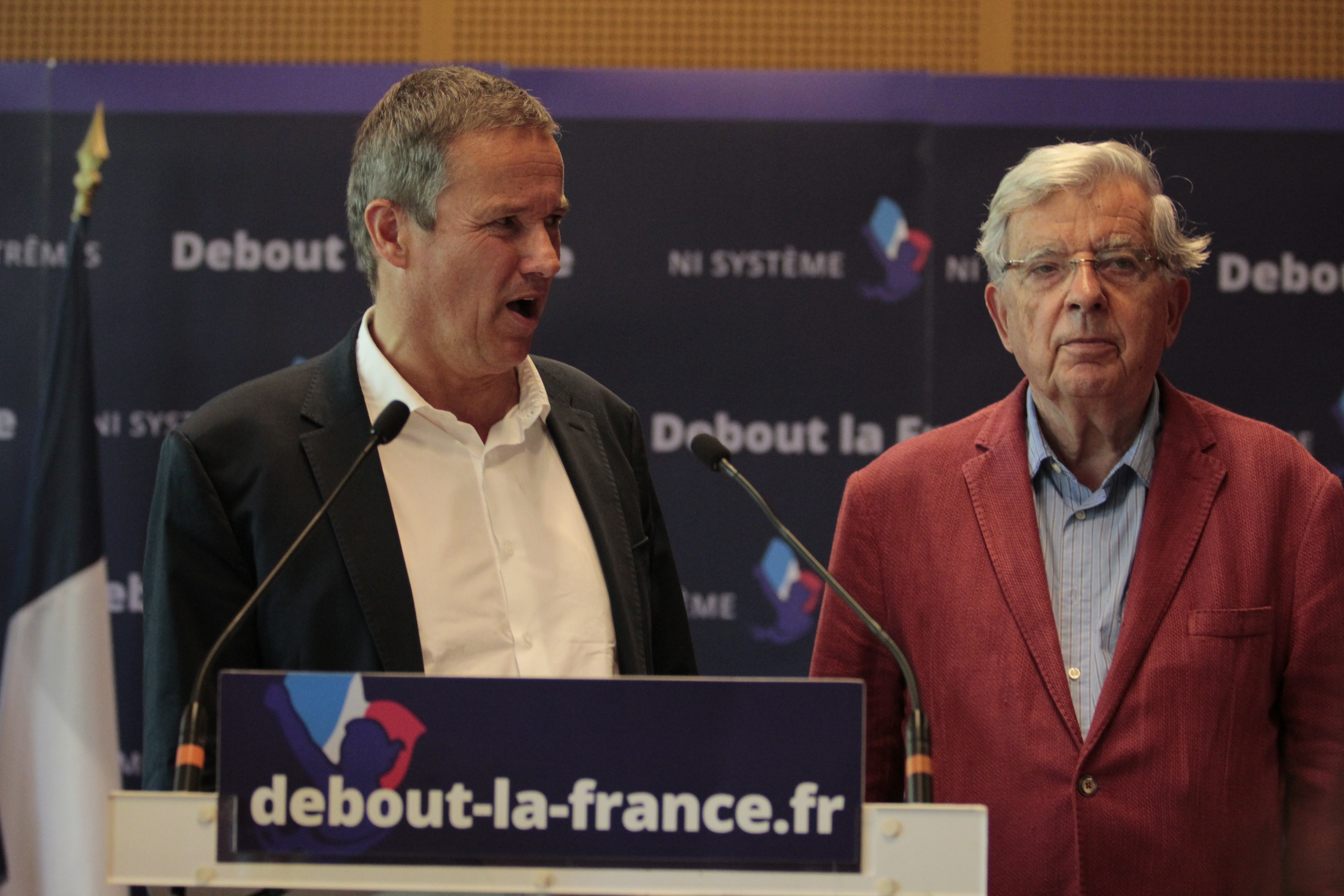
Nicolas Dupont-Aignan et Jean-Pierre Chevènement, réunis en août 2015 aux universités d'été de Debout la France.

Jean-Pierre Chevènement quitte le MRC, dont il est jusqu'alors le président d'honneur, le 13 juin 2015, après avoir sans succès proposé de nouer un dialogue avec Nicolas Dupont-Aignan, président de Debout la France, classé à droite de l'échiquier politique. Le lendemain, il prône un rassemblement allant de Jean-Luc Mélenchon à Nicolas Dupont-Aignan. Il annonce d'ailleurs sa participation aux universités d'été de Debout la France fin août 2015. Il y prononce un discours sur l'Éducation et demande à « réunir tous les patriotes de droite comme de gauche ».
En août 2016, François Hollande propose son nom pour prendre la tête de la Fondation de l'islam de France (FIF), créée en 2005 par Dominique de Villepin, organisme que le président de la République souhaite relancer. Cette proposition est critiquée par la sénatrice écologiste de Paris Esther Benbassa qui estime que le choix par le gouvernement d'une personnalité politique « discrédite à l’avance » l'institution et qu'une telle nomination pouvait être perçue comme une « mise sous tutelle » des musulmans. Le maire LR de Tourcoing Gérald Darmanin juge que « le nommer à la tête de cette fondation est une idée pour le moins paternaliste, presque coloniale ». Pour la sénatrice UDI de l’Orne Nathalie Goulet, « Personne ne songerait à nommer un chrétien à la tête de la fondation pour le judaïsme ». Malgré des propos contestés (appel à la « discrétion » des musulmans, disparition d'« une nationalité » à Saint-Denis), il est confirmé comme président de la fondation.

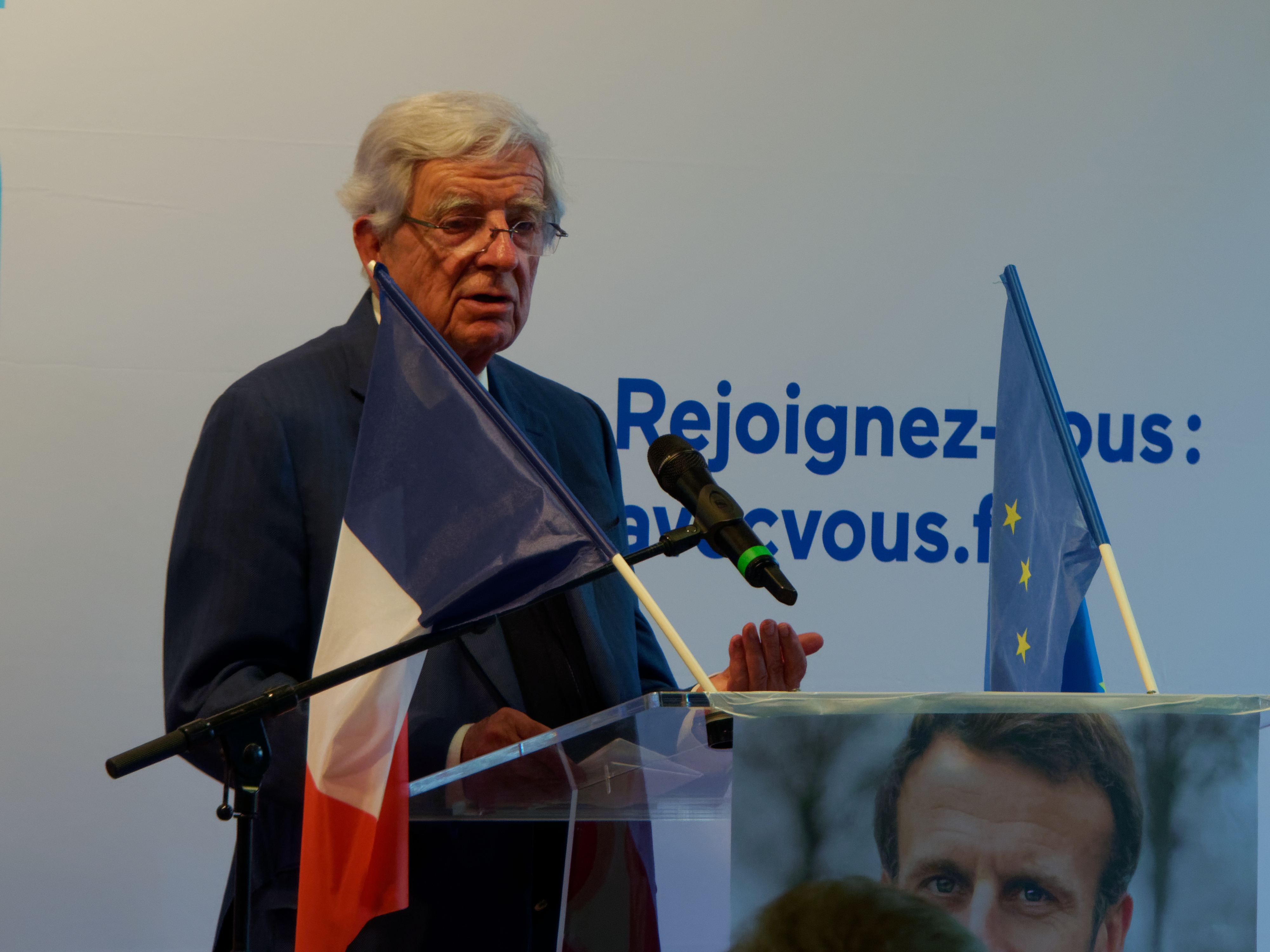
Jean-Pierre Chevènement lors d'une réunion de soutien à Emmanuel Macron en vue de l'élection présidentielle de 2022.

Dans l'entre-deux-tours de l'élection présidentielle de 2017 qui oppose Marine Le Pen à Emmanuel Macron, Jean-Pierre Chevènement appelle à voter pour le candidat En marche. Une fois président, Emmanuel Macron le maintient à la présidence de la Fondation de l'islam de France ainsi qu'à son poste de « représentant spécial de la France pour la Russie », et les deux hommes se parlent régulièrement,. En décembre 2018, l'islamologue Ghaleb Bencheikh lui succède à la présidence de la FIF.
Lors de l'élection présidentielle de 2022, il soutient la candidature du président sortant Emmanuel Macron, critique Jean-Luc Mélenchon, estimant que la sixième république qu'il prône est « un retour au régime d’assemblée », et reproche aux autres formations de gauche un « social-libéralisme ». Il voit en Emmanuel Macron un alliage entre « tradition du progrès social » et « culture de l’État », estimant qu'Emmanuel Macron a évolué lors de la pandémie de Covid-19 sur la mondialisation et la politique industrielle, désirant « reprendre le contrôle » en la matière,.

## Refondation républicaine
Fin avril 2022, il lance une nouvelle formation nommée Refondation républicaine, inscrite dans la majorité présidentielle ; il vise l'investiture d'une dizaine de candidats pour les élections législatives.

## Orientation politique

### Souverainisme
Jean-Pierre Chevènement s’inscrit dans la mouvance souverainiste, : il est opposé à la construction de type État fédéraliste de l'Union européenne. Cette réticence s'exprime notamment au travers de ses charges régulières envers le traité de Maastricht (1992). Il regrette ainsi que la France n'ait pas davantage d'indépendance en matière de monnaie, de commerce extérieur, de flux financier ; mais aussi, de manière plus générale, la subordination du droit français au droit de l'Union européenne. Bien que l'idée de construction européenne lui importe, il critique la forme prise par celle-ci. Sa volonté est d'imposer une vision « républicaine » de la nation, basée sur le consentement et l'adhésion. Il propose de réviser les traités européens pour refonder le projet européen « sur des bases nouvelles : la démocratie, les nations ». Il analyse ainsi le mouvement des Gilets jaunes en France : « C'est une crise de la démocratie illustrant la coupure entre les élites et les classes populaires. La révolte des classes populaires vient de loin et s'enracine dans des choix vieux de 30 ans, par exemple l'Acte unique européen ou les pleins pouvoirs de la Commission européenne pour, par exemple, libérer les mouvements de capitaux ».
Il est également opposé à la réintégration de la France dans le commandement intégré de l'OTAN, y voyant une menace de subordination de la politique étrangère de la France à celle des États-Unis. Selon Roger Martelli, Jean-Pierre Chevènement assimile le fédéralisme européen au prolongement naturel du modèle allemand, reprenant ainsi les positions de Régis Debray, qui voit par ailleurs l'Allemagne comme une tête de pont de l'« Empire américain ». Jean-Pierre Chevènement estime de plus que l'Allemagne ne peut pas assurer le coût des transferts de solidarité qu'une Europe fédérale exigerait.

### Économie et finance
Il se montre opposé au capitalisme financier. Il juge que le Parti socialiste s’est conformé au « dogme mondialiste néolibéral », qu’il rejette. Il estime que les politiques mises en place pour sauver l’euro dans le cadre de la crise de la dette sont des politiques d’austérité menant à la récession. Si les réformes appliquées ne permettent pas de sortir l’union monétaire de l'ornière, il se dit alors favorable à ce qu'un glissement d'une monnaie unique à une monnaie commune se mette en place. Il prône une relance salariale couplée à une politique de change visant à faire baisser le cours de l'euro. En cela, sa pensée peut être qualifiée de keynésienne. Il se fait par ailleurs le défenseur d'une politique de protectionnisme « raisonnable » : il reprend le concept de démondialisation marchande et financière visant à réindustrialiser la France. En effet, il est selon lui impossible de conserver des services publics et un système de protection sociale forts sans la solidité d'une base productive.
Il est perçu comme un tenant de la ligne « bolcho-bonapartiste » face à la ligne libérale-libertaire incarnée par Daniel Cohn-Bendit.  

### Sujets de société

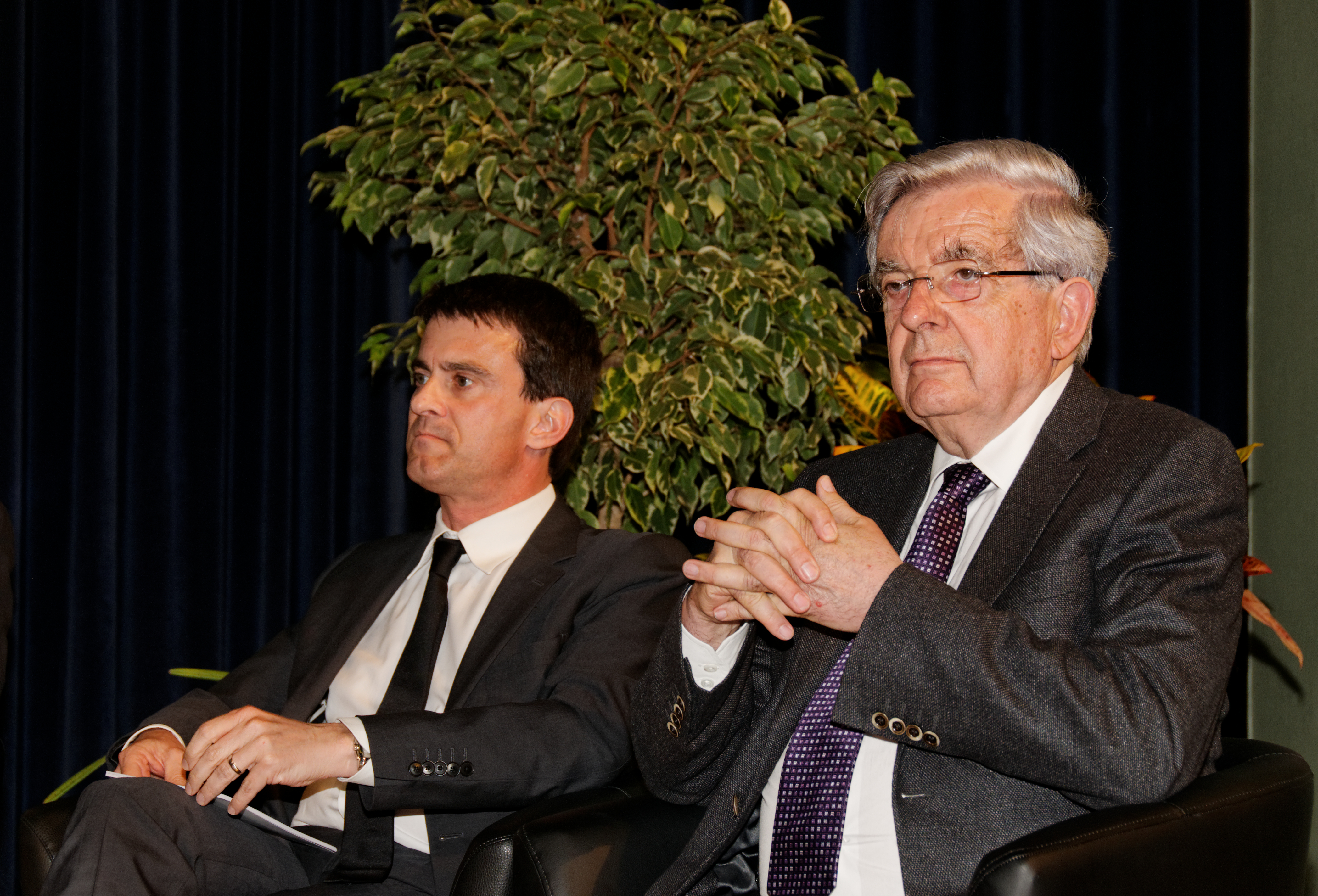
Jean-Pierre Chevènement et Manuel Valls en 2012.

Il se montre favorable à une politique sécuritaire de gauche « non laxiste », étant par exemple hostile à la légalisation des drogues. Il met cependant en garde contre d'éventuelles dérives liberticides des politiques de sécurité : il a ainsi marqué son opposition au développement des systèmes de vidéosurveillance publique ou à la loi Hadopi.
L'école est un sujet important dans le projet de Jean-Pierre Chevènement. Il souhaite mettre l'accent sur la formation des enseignants, l'école primaire et l’enseignement supérieur. L'école publique doit, selon lui, reposer sur les valeurs de transmission et d'autorité du maître vers l'élève, ainsi que du travail et de l'égalité des chances.
Il est favorable à une laïcité assez stricte cantonnant la religion uniquement à la sphère privée. Il souhaite une intégration poussée des immigrés, en opposition au communautarisme. Pour cela il préconise que les immigrés soient assimilés culturellement à la population d'origine (langue, traditions), de manière à rendre pérenne l'idée d'une nation une et indivisible. Il est de fait opposé au concept de la discrimination positive. En 2019, il dénonce le « danger certain de fragmentation » de la société française et met en garde contre la possibilité d'une guerre civile.

### Jacobinisme
Jean-Pierre Chevènement est un jacobin convaincu. Il est opposé à toute idée de régionalisme allant dans le sens de plus de décentralisation et d'autonomie pour les régions françaises. Ses prises de positions contre les idées autonomistes et indépendantistes corses en témoignent.

### Écologie
Sur le plan écologique, ses préférences vont à une sauvegarde du potentiel nucléaire français, ainsi qu'à la réduction des gaz à effet de serre.

## Détail des mandats et fonctions

### Au gouvernement
- 22 mai 1981 – 29 juin 1982 : ministre d'État, ministre de la Recherche et de la Technologie des gouvernements Mauroy I et II
- 29 juin 1982 – 22 mars 1983 : ministre d'État, ministre de la Recherche et de l'Industrie du Mauroy II
- 19 juillet 1984 – 20 mars 1986 : ministre de l'Éducation nationale du gouvernement Fabius
- 12 mai 1988 – 29 janvier 1991 : ministre de la Défense des gouvernements Rocard I et II
- 4 juin 1997 – 29 août 2000 : ministre de l'Intérieur du gouvernement Jospin

### Mandats parlementaires

#### À l'Assemblée nationale
- 2 avril 1973 – 2 avril 1978 : député de la 1re circonscription du Territoire de Belfort
- 3 avril 1978 – 22 mai 1981 : député de la 1re circonscription du Territoire de Belfort
- 2 juillet – 23 juillet 1981 (démission) : député de la 1re circonscription du Territoire de Belfort
- 2 avril 1986 – 14 mai 1988 : député du Territoire de Belfort
- 23 juin – 28 juillet 1988 (démission) : député de la 2e circonscription du Territoire de Belfort
- 10 juin 1991 – 1er avril 1993 : député de la 2e circonscription du Territoire de Belfort
- 2 avril 1993 – 21 avril 1997 : député de la 2e circonscription du Territoire de Belfort
- 12 juin – 4 juillet 1997 (démission) : député de la 2e circonscription du Territoire de Belfort
- 23 octobre 2000 – 18 juin 2002 : député de la 2e circonscription du Territoire de Belfort

#### Au Sénat
- 1er octobre 2008 – 30 septembre 2014 : sénateur du Territoire de Belfort

### Mandats locaux

#### Mandats municipaux
- 1977–1983 : Premier adjoint au maire de Belfort
- 1983–1989 : Maire de Belfort
- 1989–1995 : Maire de Belfort
- 1995–1997 : Maire de Belfort
- 1997–2001 : Premier adjoint au maire de Belfort
- 2001–2007 : Maire de Belfort
- 2007–2008 : Conseiller municipal de Belfort

#### Mandats régionaux
- 1974–1988 : Conseiller régional de Franche-Comté
- 1981–1982 : Président du conseil régional de Franche-Comté

### Mandats politiques
- Secrétaire du CERES
- 1971–1975 ; 1979–1981 : secrétaire national du PS
- 1971–1981 ; 1986–1983 : membre du bureau exécutif et du comité directeur du PS
- Depuis 1983 : président du club République moderne
- 1993–2001 : président du Mouvement des citoyens
- 2002 : fondateur du Pôle républicain, devenu Mouvement républicain et citoyen (MRC) en 2003
- 26 janvier 2003 – 22 juin 2008 : président d'honneur du MRC
- 2005–2021 : président de la Fondation Res Publica
- 22 juin 2008 – 27 juin 2010 : président du MRC
- 27 juin 2010 – 13 juin 2015 : président d'honneur du MRC
- Depuis 2021 : président d'honneur de la fondation Res Publica
- 2022 : fondateur de Refondation républicaine

## Synthèse des résultats électoraux

### Élection présidentielle
| Année | Parti | Parti | 1er tour  | 1er tour | 1er tour | 1er tour |
| Année | Parti | Parti | Voix      | %        | Rang     | Issue    |
| ----- | ----- | ----- | --------- | -------- | -------- | -------- |
| 2002  |       | MDC   | 1 518 528 | 5,33     | 6e       | Éliminé  |

### Élections législatives
| Année | Parti                                         | Parti  | Circonscription                    | 1er tour                           | 1er tour                           | 1er tour | 2d tour | 2d tour    | 2d tour    |
| Année | Parti                                         | Parti  | Circonscription                    | Voix                               | %                                  | Rang     | Voix    | %          | Rang       |
| ----- | --------------------------------------------- | ------ | ---------------------------------- | ---------------------------------- | ---------------------------------- | -------- | ------- | ---------- | ---------- |
| 1968  |                                               | SFIO   | 15e de Paris                       | 3 425                              | 8,68                               | 5e       |         |            |            |
| 1973  |                                               | PS     | 1re du Territoire de Belfort       | 10 883                             | 35,75                              | 1er      | 17 675  | 54,55      | 1er (Élu)  |
| 1978  | 13 176                                        | PS     | 1re du Territoire de Belfort       | 36,64                              | 1er                                | 21 084   | 56,64   | 1er (Élu)  |            |
| 1981  | 15 118                                        | PS     | 1re du Territoire de Belfort       | 50,68                              | 1er (Élu)                          |          |         |            |            |
| 1986  | Territoire de Belfort (Scrutin proportionnel) | PS     | Scrutin proportionnel plurinominal | Scrutin proportionnel plurinominal | Scrutin proportionnel plurinominal |          |         |            |            |
| 1988  | 2e du Territoire de Belfort                   | PS     | 15 379                             | 53,66                              | 1er (Élu)                          |          |         |            |            |
| 1991  | 2e du Territoire de Belfort                   | PS     | 8 183                              | 38,50                              | 1er                                | 11 897   | 52,05   | 1er (Élu)  |            |
| 1993  | 2e du Territoire de Belfort                   |        | MDC                                | 10 147                             | 34,14                              | 1er      | 17 529  | 56,49      | 1er (Élu)  |
| 1997  | 2e du Territoire de Belfort                   | 12 339 | MDC                                | 40,48                              | 1er                                | 17 720   | 55,30   | 1er (Élu)  |            |
| 2000  | 2e du Territoire de Belfort                   | 8 729  | MDC                                | 50,98                              | 1er                                | 10 933   | 65,98   | 1er (Élu)  |            |
| 2002  | 2e du Territoire de Belfort                   | 6 338  | MDC                                | 21,50                              | 2e                                 | 12 679   | 46,58   | 2e (Battu) |            |
| 2007  | 2e du Territoire de Belfort                   |        | MRC                                | 7 467                              | 26,03                              | 2e       | 13 119  | 45,52      | 2e (Battu) |

## Décorations

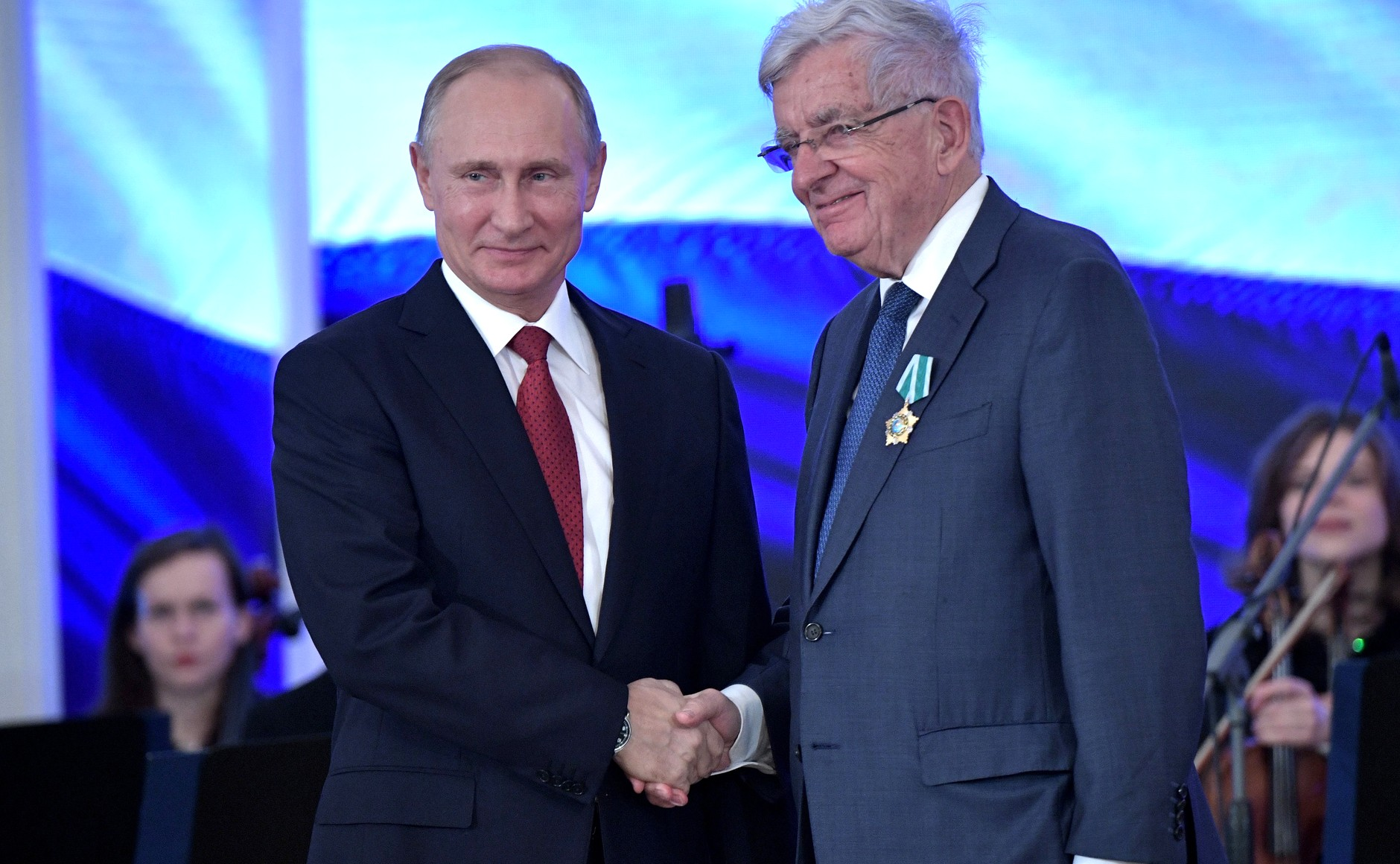
Jean-Pierre Chevènement décoré de l’ordre de l'Amitié par le président Vladimir Poutine (Kremlin de Moscou, 4 novembre 2017).

- Commandeur de la Légion d'honneur en 2022[2]

- Russie : Ordre de l'Amitié (2017)[87]

## Publications

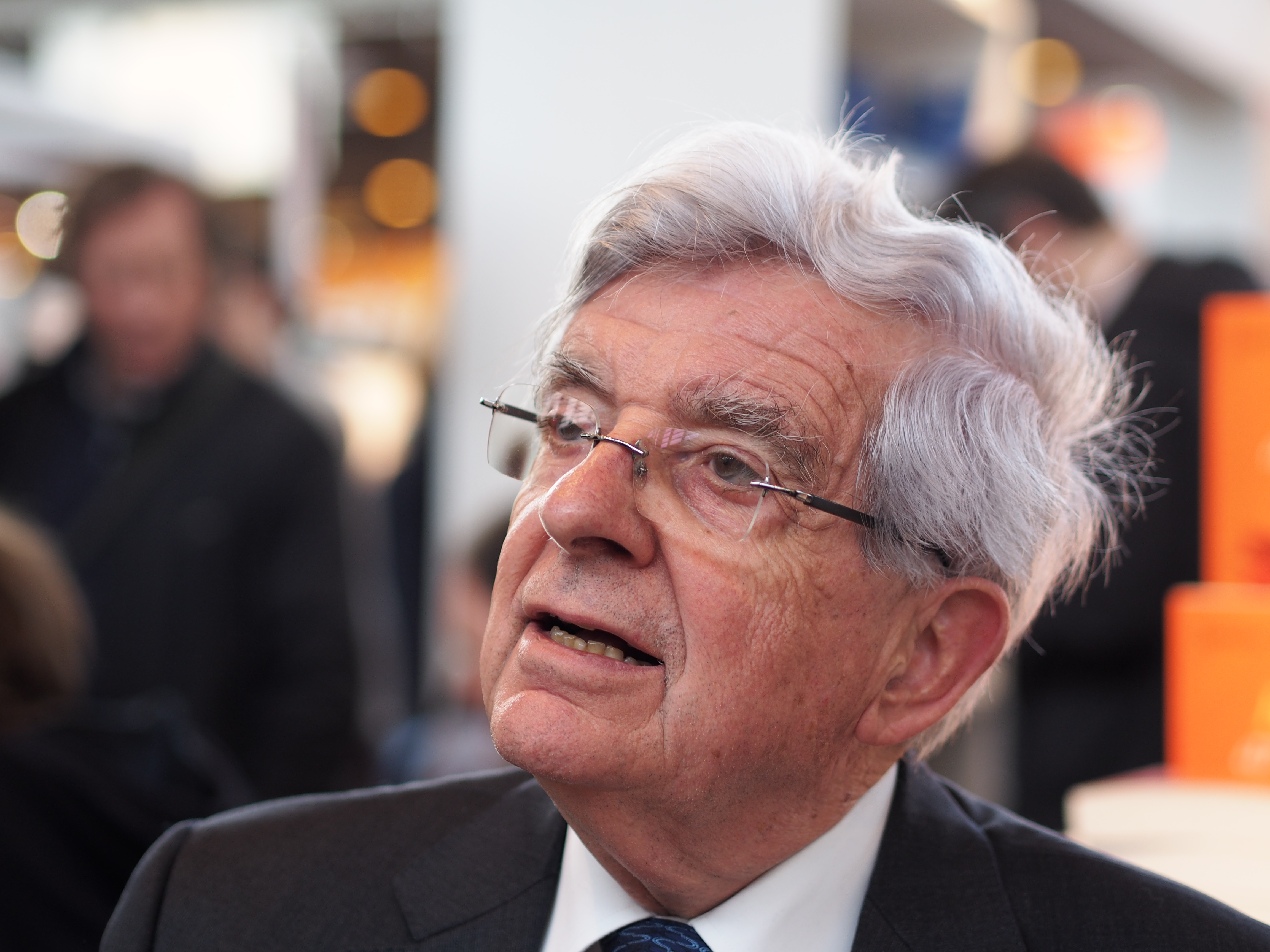
Jean-Pierre Chevènement au Salon du livre de Paris de 2014.

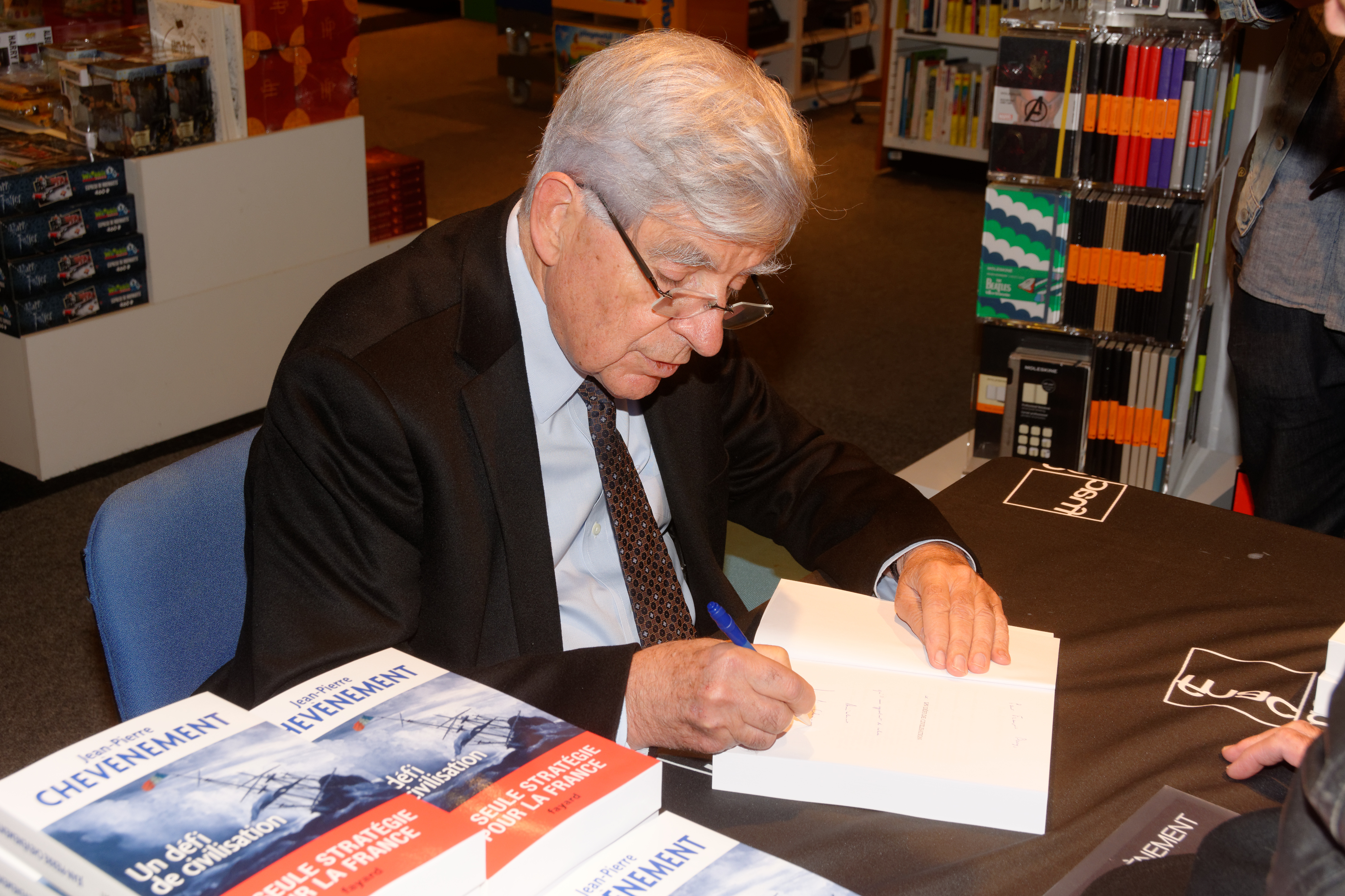
Jean-Pierre Chevènement dédicaçant son ouvrage Un défi de civilisation (2016).

- L'énarchie ou les mandarins de la société bourgeoise, La Table Ronde, 1967 (sous le pseudonyme de Jacques Mandrin, qui cache aussi Didier Motchane et Alain Gomez).
- Socialisme ou social-médiocratie, Seuil, collection « Combats », 1969 (sous le pseudonyme de Jacques Mandrin, avec Didier Motchane et Alain Gomez).
- Le Vieux, la Crise et le Neuf, 1975.
- Le Service militaire, face à face avec Pierre Messmer, 1977
- Être socialiste aujourd'hui, 1979.
- Le Socialisme et la France, Sycomore, 1983 (sous le pseudonyme de Jacques Mandrin, avec Pierre Guidoni et Didier Motchane)[88].
- Le Pari sur l'intelligence, 1985.
- Apprendre pour entreprendre, 1985.
- Une certaine idée de la République m'amène à…, 1992.
- Le Temps des Citoyens, 1993.
- Le Vert et le Noir. Intégrisme, pétrole, dollar., 1995.
- France-Allemagne, parlons franc, 1996.
- Le Bêtisier de Maastricht, 1997.
- La République contre les bien-pensants, 1999.
- La République prend le maquis (en collab. Avec Robert Colona d'Istria), 2001.
- Le Courage de décider, Robert Laffont, 2002.
- Défis républicains, 2004.
- Pour l'Europe, votez non !, Fayard, 2005.
- La Faute de M. Monnet, Fayard, 2006.
- La France est-elle finie ?, Fayard, 2011 - prix du Livre Politique 2011[89].
- Sortir la France de l'impasse, Fayard, 2011.
- 1914 - 2014, l'Europe sortie de l'Histoire ?, Fayard, 2013.
- Un défi de civilisation, Fayard, 2016.
- Passion de la France, Robert Laffont, 2019.
- Qui veut risquer sa vie la sauvera, Mémoires, Robert Laffont, 2020.
- Refaire la France, Bouquins, 2023